# Абиску (национальный парк)

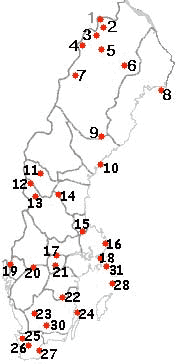
Национальные парки Швеции. Абиску под номером 2.

Абиску, или Абиско (швед. Abisko, северносаам. Ábeskovvu) — национальный парк (ландшафтный заповедник) возле населённого пункта Абиску (Абиско) в лене Норрботтен на севере Швеции, в двухстах километрах к северу от полярного круга, рядом с норвежской границей (до Норвегии 20 км напрямую, 37 км по железной дороге). Был основан в 1909 году — менее, чем через год после принятия первого в Швеции закона об охране природы.
Включает глубокий каньон реки Абиску и южный берег озера Турнетреск (швед. Torneträsk), замерзающего на 6—7 месяцев в году. С юга и запада парк укрыт горами. Летом солнце не заходит здесь ровно месяц — с 13 июня по 13 июля.
Животный мир: северный олень, песец, лемминг, волк, росомаха, лось, бурый медведь, полярная куропатка, длиннохвостый поморник, белая сова, пуночка, беркут, варакушка, бекас, юрок.
|              |                            |
| Абиску зимой | Северное сияние над Абиску |